# Parti socialiste républicain irlandais (1974)
Pour les articles homonymes, voir Parti socialiste républicain irlandais.
L'Irish Republican Socialist Party (IRSP, français : Parti socialiste républicain irlandais) est un parti politique marxiste nord-irlandais fondé en 1974 par des dissidents de l'Official Sinn Féin. Ces derniers étaient des partisans de l'option militariste. L’IRSP va disposer de sa propre organisation politico-militaire : l’Irish National Liberation Army (INLA - Armée irlandaise de libération nationale). 